# 陸中夏井駅
陸中夏井駅（りくちゅうなついえき）は、岩手県久慈市夏井町字大崎にある、東日本旅客鉄道（JR東日本）八戸線の駅である。

## 歴史
- 1930年（昭和5年）3月27日：鉄道省の駅として開業[2][3]。
- 1970年（昭和45年）4月1日：貨物の取り扱いを廃止[3]。
- 1971年（昭和46年）8月15日：荷物の扱いを廃止[4]。無人化[5]。
- 1984年（昭和59年）10月16日：緩急車を改造した貨車駅となる。
- 1987年（昭和62年）4月1日：国鉄分割民営化により、JR東日本の駅となる[2][3]。
- 2011年（平成23年）3月11日：東北地方太平洋沖地震とこれにより発生した大津波により全線で不通。
- 2012年（平成24年）3月17日：運転再開。
- 2022年（令和4年）4月1日：久慈駅長廃止に伴い、八戸駅長管理下となる。
- 2024年（令和6年）10月1日：えきねっとQチケのサービスを開始[1][6]。

## 駅構造
単式ホーム1面1線を有する地上駅である。かつては相対式ホーム2面2線であった。
八戸駅管理の無人駅である。2022年（令和4年）4月1日までは久慈駅長管理下の無人駅であった。
国鉄ワフ29500形貨車改造の駅舎(待合室)がある。

## 駅周辺
- 県道125号陸中夏井停車場線
- 八戸久慈自動車道（久慈道路）
- 国道45号
- 国道395号
- 夏井川
- 久慈警察署久慈湊駐在所
- のるねっとKUJI「夏井駅前」停留所

## 隣の駅
東日本旅客鉄道（JR東日本）
■八戸線
侍浜駅 - 陸中夏井駅 - 久慈駅